# 法國入侵埃及與敘利亞
法國入侵埃及與敘利亞，又稱埃及戰役（法語：Campagne d'Égypte；阿拉伯语：‎），是指1798年—1801年法兰西第一共和国远征奥斯曼帝国辖下的埃及的军事行动，后来战火烧至叙利亚。法国东方远征军由拿破仑率领，攻打当时属于奥斯曼帝国辖下的半独立政权埃及。法军占领埃及之后，繼續向敘利亞省進攻，因而受到英国和奥斯曼帝国的联合进攻。此時後方傳來消息，由於督政府貪污無能，民怨叢生，國內政局相當不穩，且第二次反法同盟也已重新組成，義大利北部與萊茵河戰線同時告急，於是拿破崙只好結束遠征，與數名隨從秘密潛行回國，滯留在埃及的法軍悉數向英軍投降，最终不得不放弃埃及。

## 背景
隨著第一次反法同盟戰爭告終，法蘭西共和國的敵人僅剩英國，但在強大的英國皇家海軍面前，跨海入侵英國無疑是天方夜譚，拿破崙遂向督政府提出進攻埃及的計畫，希望藉此切斷英國和印度的紅海生命線，進而擴張向東方的勢力，在塔列朗的積極遊說下，督政府同意了這個方案，也希望拿破崙這個軍事新星能夠遠離巴黎政治圈，以免威脅他們的地位。1798年，拿破崙被任命為東方遠征軍總司令，5月上旬遠征艦隊開始在土倫港集結，遠征軍總兵力約為4萬名陸軍，與1萬名水手，隨行的有100餘名學者。為了避開英國間諜的耳目，拿破崙製造要進攻英倫本土的假象，在正式出航前，目的地仍是最高機密。
由於法國駐奧地利使節貝爾納多特險些釀成外交衝突，導致遠征計畫稍受耽擱，英國地中海艦隊察覺到異樣，趕忙前往攔截，雙方一旦在海上遭遇，法軍便有全軍覆沒的風險。由於英國海軍司令納爾遜並不知道拿破崙的目的地，只能在法國南部海域一帶搜索。法國遠征艦隊共由13艘風帆戰艦、14艘巡防艦、400餘艘運輸艦組成，於5月19日啟航。沿著薩丁尼亞島航行，期間英國海軍在科西嘉外海遭遇風暴，許多輕型船隻受損，不得不暫時休整，偵蒐能力大幅減弱，因此與遠征軍艦隊驚險擦身而過，納爾遜眼看不見法軍蹤影，便改道向義大利西海岸一帶搜索。
為了獲取補給中繼站，拿破崙僅用兩日便攻佔馬爾他島，瓦解了馬爾他騎士團的統治。短暫休整後，拿破崙留下五千兵力駐防馬爾他，遠征艦隊繼續向東航行，再度與英國海軍驚險地擦身而過，納爾遜在亞歷山大港外海未發現法軍蹤跡便向北航行，英國艦隊剛離開，法國遠征艦隊便於7月1日抵達埃及外海。

## 攻佔埃及
儘管海象狀況不佳，拿破崙仍決定趁敵軍未反應過來前登陸，他派遣的前鋒部隊順利佔領亞歷山大港，埃及實際掌權者是馬穆魯克軍閥穆拉德貝伊，他已經在開羅附近集結兵力，為了兵貴神速，拿破崙不顧將校們勸阻，選擇冒險穿越沙漠，法軍也因此落得兵疲馬困的境地，法軍在達曼胡爾休整數日，馬穆魯克前鋒也進逼至附近，雙方先是於舒卜拉希特展開小規模交戰，穆拉德貝伊不敵，後撤至尼羅河畔的恩巴貝鎮(Embabeh)，雙方遂展開決戰。
拿破崙親率2萬餘兵力抵達恩巴貝近郊，戰場北面9英里處便是金字塔，為了鼓舞士氣，拿破崙向將士們高喊道:“看哪！ 40世紀前的歷史正注視著你們！”並以方陣戰術擊敗了馬穆魯克騎兵衝鋒，戰後拿破崙將這場會戰命名為金字塔戰役。隨後派遣德賽追擊穆拉德貝伊殘部，德賽不負眾望，取得西德曼戰役的勝利，肅清殘餘反抗並攻佔了上埃及。拿破崙以勝利者之姿進入開羅，為了攏絡當地民心，拿破崙進行了各種現代化建設並修建清真寺，儘管如此，埃及百姓仍視法國為入侵者，不久城市爆發大規模暴亂，拿破崙下令鎮壓開羅暴亂，才得以暫時穩住局勢。

## 慘敗尼羅河
拿破崙進入開羅僅過數日，便傳來遠征艦隊遭殲滅的噩耗。遠征艦隊為了避開英國海軍，法國海軍司令弗朗索瓦·布魯伊選擇保守的作法，將艦隊停靠在阿布基爾灣，右舷以陸地作為掩護。1798年8月1日，原先在地中海沿岸搜索的英國海軍終於發現法軍艦隊，納爾遜使用穿插戰術，將灣內的法軍船艦逐步分割並殲滅，在尼羅河河口海戰中法國共有13艘戰艦被擊沉或俘獲，司令布魯伊亦隨同旗艦東方號爆炸沉沒而陣亡，法國海軍副司令皮埃爾·維爾納夫只能帶著剩餘4艘戰艦逃離戰場。
失去艦隊的補給，拿破崙與3萬餘名士兵等同被困在埃及，聽聞法國遠征軍受挫消息，英國與俄國、奧地利等國組成了第二次反法同盟，為了將法軍趕出埃及省，鄂圖曼帝國亦加入了反法同盟。拿破崙並不打算坐以待斃，他選擇主動出擊，先一步攻擊黎凡特地區。

## 敘利亞苦戰
為了迫使鄂圖曼土耳其談判，拿破崙決定先發制人出兵敘利亞省，以攻克地中海沿岸的據點為首要目標。然而拿破崙留守埃及各地的部隊後，能投入的兵力顯得捉襟見肘，僅有1萬餘人能用來作戰。拿破崙先以雅法城為目標，在3月3日至7日的雅法圍城戰中，順利拿下這座小城，由於開戰前土耳其人殺了拿破崙派出勸降的使者，使者的頭顱被長槍挑起掛在城樓，使法軍大為憤慨，城破後拿破崙下令處決3000至4000名土耳其戰俘，而這也被視為拿破崙人生中的汙點之一。
圍攻雅法期間，法軍爆發瘟疫，許多將士病倒，為了鼓舞士氣，拿破崙不顧傳染風險甚至親自前往戰地醫院探病。拿破崙下一步原想攻打耶路撒冷城，但考量到城池堅固，己方火炮數量有限，城中亦有大量基督徒，因此改變計畫向北面的阿卡城進攻。
阿卡城由總督雅扎帕夏防守，阿卡城是自十字軍運動以來的海岸要塞，位置易守難攻，城牆經過多次加固相當厚實，守軍有著6,000名兵力，其中包括數百名精銳新軍。海面上更有由悉尼·史密斯率領的英國海軍提供支援。由於法軍火炮數量不足，法軍對阿卡城碉堡的攻勢未能成功，禍不單行的是，拿破崙經由海路運輸的不少攻城火炮被英國海軍截獲，並轉交到阿卡守軍手上，法軍後方的補給線也存在被英國海軍隨時截斷的風險。
圍攻阿卡城近一個月，土耳其蘇丹向敘利亞省增援的部隊開始在大馬士革集結。法軍在繆拉帶領下先擊敗了其中一股敵軍， 然而讓·克萊貝爾將軍為了追擊南翼的敵人而孤軍深入，在塔沃爾山附近迷失方向，而遭敵軍騎兵包圍，克萊貝爾僅能下令部隊圍成方陣堅守，拿破崙聞訊，親率部隊支援，在塔沃爾山戰役中成功將克萊貝爾部解救出來。暫時擊退土耳其援軍後，拿破崙重新將重心放在攻打阿卡城上，期間阿卡守軍從海上運抵2,000援軍，史密斯也派出800名海軍陸戰隊助陣，英軍甚至偽造拿破崙寫給督政府的信件以打擊法軍士氣。史密斯派出拿破崙巴黎軍校時期的老同學兼死對頭安東尼·德·菲利普向其傳話:“第二次反法同盟已締結，法國本土局勢岌岌可危”，希望拿破崙知難而退。此舉確實讓拿破崙頗為動搖，但其間法國增援的火炮運抵，他決定再對阿卡城發起進攻，4月25日一處城牆終於被打出缺口，然而守軍憑藉城內新構築的堡壘、壕溝擊退了法軍的攻勢，曠日持久的戰鬥加上疫情蔓延，拿破崙最終於5月21日撤離，法軍付出了近3,000人傷亡的代價，這場歷時兩個月的阿卡圍城戰以失敗告終。拿破崙留下部分防守地中海沿岸據點的守軍，將剩餘的部隊帶回埃及。

## 戰役尾聲
拿破崙進攻敘利亞迫使鄂圖曼土耳其談判的戰略意圖未能成功，拿破崙於1799年6月便開始作回國的準備，命人準備返國用船隻，此時土耳其與英國聯軍準備登陸阿布基爾灣，試圖反攻埃及。由穆斯塔法帕夏 (埃及)率領的土耳其軍在悉尼·史密斯率領的英國艦隊掩護下，在海岸邊登陸後構築橋頭堡，準備給予法軍痛擊。拿破崙派遣繆拉率領騎兵與騎砲兵迂迴到土耳其軍的防線後方，拉納則率領步兵從正面攻擊土耳其軍防線，土耳其軍不敵紛紛潰散，穆斯塔法帕夏 (埃及)試圖挽回局勢，親率騎兵出戰，但被繆拉砍於馬下而被俘，剩餘的土耳其軍便紛紛投降。這場第一次阿布基爾戰役以法軍的勝利告終。
悉尼·史密斯再度向拿破崙傳話告知歐洲第二次反法同盟的戰場現狀，拿破崙心想與其待在埃及，不如回國建功才能平步青雲。1799年8月拿破崙隨親信搭上返國的船隻，史密斯認為沒有拿破崙的東方遠征軍，被打敗只是時間問題，因此題默許拿破崙搭乘船隻離開，未率艦隊追擊。拿破崙在返國前，為了安撫軍心，在信中稱自己是返國請求增援，將總司令職位轉交給讓·克萊貝爾，克萊貝爾對於要收拾爛攤子頗為不滿，但他仍盡責地接下任務，直到隔年他在開羅被一名伊斯蘭教法學生刺殺。東方遠征軍頓時群龍無首，在1801年的第二次阿布基爾戰役、亞歷山大港戰役(1801)接連被英軍擊敗，同年6月開羅失守，新任指揮官雅克·梅努率部向英軍投降。
隔年法國執政府與鄂圖曼土耳其簽訂巴黎和約正式結束敵對關係，法國的埃及遠征至此告終。

## 文化意義
在拿破崙的遠征軍中，除了2000門大炮外，還带了175名各行業的學者以及成百箱的書籍和研究設備。在遠征中拿破崙曾下達過一條著名的指令：「讓驢子和學者走在隊伍中間。」
後來在遠征埃及時，法軍探險隊曾深入金字塔內，拿出泥板楔形文字研究，開啟日後考古學對埃及古文明研究起源，文化意義貢獻重大。
1809至1822年，法國政府出資出版了在遠征期間收集的各種文物和當地風土人情的資料，名為《埃及記述》，這成為了現代埃及學的濫觴。